# Harissa

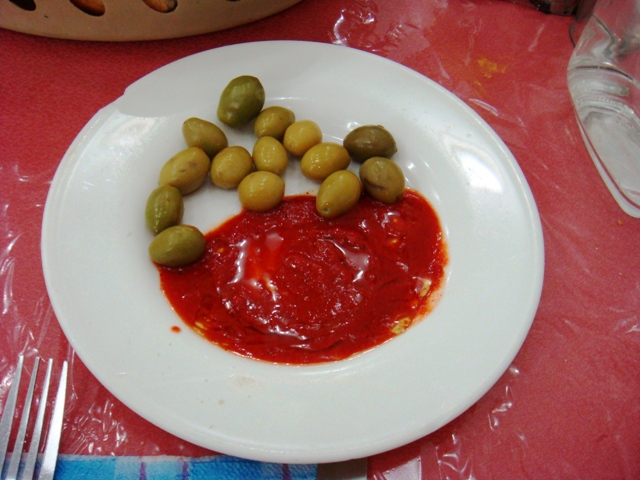
Harissa e azeitonas

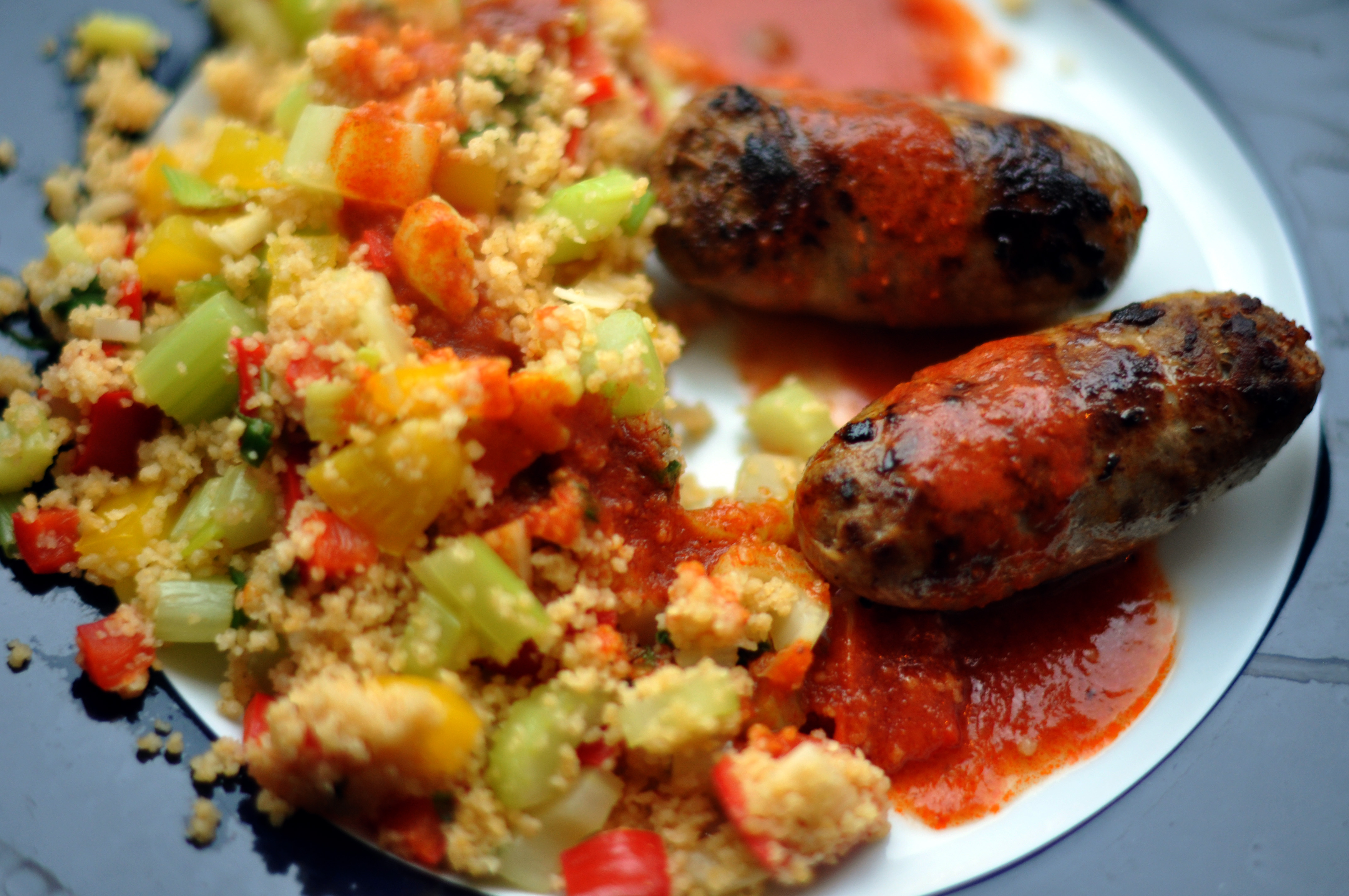
Cuscuz, merguez e harissa

A harissa é uma mistura de temperos típica do Magrebe, usada para temperar cuscuz, massas, sanduíches e sopas; nalguns casos, pode considerar-se o ingrediente principal.
Uma receita indica uma mistura de malaguetas, como páprica e pimenta-caiena, com cominho, alcaravia e coentro moídos, e sal, fazendo uma pasta em azeite.